# 四国の有価証券報告書提出会社一覧
四国の有価証券報告書提出会社一覧（しこくのゆうかしょうけんほうこくしょていしゅつがいしゃいちらん）は、四国財務局に有価証券報告書を提出している企業の一覧である。
上場している企業については記述しない。Eではじまるコードは、EDINETコードである。

## 徳島県
- 四国放送 - E04398、徳島市、決算月：3月
- 鳴門ゴルフ - E04656、鳴門市、決算月：8月
- 日亜化学工業 - E02098、阿南市、決算月：12月

## 愛媛県
- 伊予鉄グループ - E04122、松山市、決算月：3月
- 南海放送 - E04389、松山市、決算月：3月
- 道後観光ゴルフ - E04667、松山市、決算月：9月
- 松山観光ゴルフ - E04652、東温市、決算月：12月
- 四国ガス - E04522、今治市、決算月：3月
- 瀬戸内運輸 - E04181、今治市、決算月：3月

## 高知県
- 一や - E03212、高知市、決算月：7月
- 土佐観光施設 - E04709、高知市、決算月：12月